# André Martins (Fußballspieler, 1990)
André Renato Soares Martins (* 21. Januar 1990 in Santa Maria da Feira) ist ein portugiesischer Fußballspieler.

## Karriere

### Im Verein
Martins wurde in der Jugendakademie von Sporting Lissabon ausgebildet. Im Jahr 2009 wurde er gemeinsam mit neun anderen Jugendspielern des Vereins an den Drittligisten Real Massamá ausgeliehen. Zur Saison 2010/11 wechselte Martins auf Leihbasis zum Zweitligisten Belenenses Lissabon. Da er in der Hinrunde nur zweimal zum Einsatz kam, schloss er in der Winterpause ein weiteres Leihgeschäft ab und spielte fortan für den Drittligisten CD Pinhalnovense. Zur Spielzeit 2011/12 kehrte Martins zu Sporting zurück. Am 20. Oktober 2011 bestritt er in der UEFA Europa League gegen den FC Vaslui sein erstes Profispiel für den Verein.
Zur Saison 2016/17 wurde Martins von Trainer Paulo Bento, unter dem er in der Nationalmannschaft debütiert hatte, nach Griechenland zu Olympiakos Piräus gelotst. Von 2018 bis 2022 lief er für den polnischen Club Legia Warschau auf. Im Januar 2022 wechselte er zu israelischen Verein Hapoel Be’er Scheva. Seit Juli 2023 hat er keinen Verein mehr.

### In der Nationalmannschaft
Martins durchlief die Jugendnationalmannschaften seines Landes. Am 10. Juni 2013 gab er sein Debüt in der A-Nationalmannschaft im Rahmen eines Freundschaftsspiels gegen Kroatien.
Bei den Olympischen Spielen 2016 in Rio de Janeiro gehört Martins zum portugiesischen Aufgebot.

## Erfolge und Titel
Olympiakos Piräus
- Griechischer Meister: 2017
- Polnischer Meister: 2020, 2021